# Kupinec
Kupinec is een plaats in de gemeente Klinča Sela in de Kroatische provincie Zagreb. De plaats telt 872 inwoners (2001).